# Liste der irischen Botschafter beim Heiligen Stuhl
Die Liste der irischen Botschafter beim Heiligen Stuhl bietet einen Überblick über die Leiter der irischen diplomatischen Vertretung beim Heiligen Stuhl seit der Aufnahme diplomatischer Beziehungen.
| Amtszeit  | Name                         | Anmerkung         |
| --------- | ---------------------------- | ----------------- |
| 1929–1933 | Charles Bewley               | Beauftragter      |
| 1933–1934 | Leo Thomas McCauley          | Geschäftsträger   |
| 1934–1941 | William J. B. Macaulay       | Beauftragter      |
| 1941–1946 | Thomas J. Kiernan            | Geschäftsträger   |
| 1946–1954 | Joseph P. Walshe             | Botschafter       |
| 1954–1956 | Cornelius Christopher Cremin | Botschafter       |
| 1956–1962 | Leo Thomas McCauley          | Botschafter       |
| 1962–1966 | Thomas Vincent Commins       | Botschafter       |
| 1966–1970 | Joseph Francis Shields       | Botschafter       |
| 1970–1974 | Thomas Vincent Commins       | Botschafter       |
| 1974–1978 | Gerard Woods                 | Botschafter       |
| 1978–1980 | John G. Molloy               | Botschafter       |
| 1980–1985 | Francis A. Coffey            | Botschafter       |
| 1986–1990 | Brendan Dillon               | Botschafter       |
| 1990–1991 | Patrick F. Power             | Botschafter       |
| 1991–1998 | Gearóid P. Ó Broin           | Botschafter       |
| 1998–2001 | Éamon O Tuathail             | Botschafter       |
| 2001–2004 | Bernard Davenport            | Botschafter       |
| 2004–2007 | Philip McDonagh              | Botschafter       |
| 2007–2011 | Noel Fahey                   | Botschafter       |
| 2011–2012 | Helena Keleher               | Geschäftsträgerin |
| 2012–2014 | David Cooney                 | Botschafter       |
| 2014–     | Emma Madigan                 | Botschafterin     |